# Syntagmata
Syntagmata (gr. liczba mnoga od sýntagma (σύνταγμα) 'zestawienie') (łac. Statuta Regni Poloniae) – najstarszy drukowany zbiór prawa ziemskiego w języku łacińskim z 1487 roku.
Dzieło zostało wydrukowane w Lipsku w drukarni Konrada Kachelofena. Zawiera Statuty Kazimierza Wielkiego, statut warcki, statuty nieszawskie, statut nowokorczyński. Książka składała się z około 56 kart formatu quarto.
Egzemplarze dzieła znajdują się m.in. w zbiorach Biblioteki Narodowej. Na wystawie stałej w Pałacu Rzeczypospolitej od 2024 prezentowany jest egzemplarz należący do Tadeusza Czackiego, który przekazał go następnie Joachimowi Chreptowiczowi. Do Biblioteki Narodowej książka trafiła po II wojnie światowej.